# 春霞

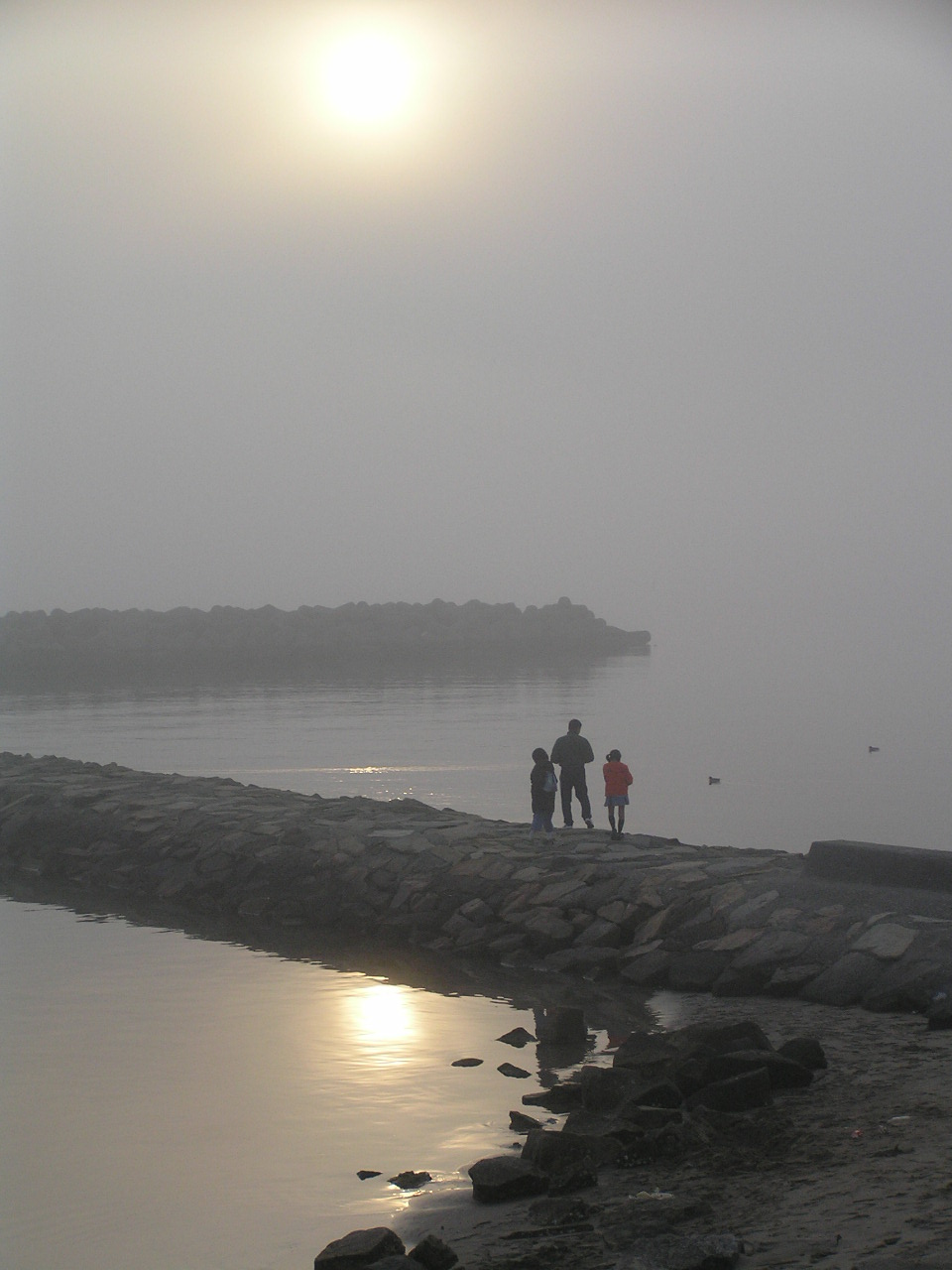
春霞の海、明石市魚住漁港 2006年3月11日(土)

春霞（はるがすみ）は、春の季節に立つかすみである。冬から春になると、遠くの景色が見えにくくなること。春のかすみ。

## 定義
学術的な定義は無い。春に霧や靄などによって、景色がぼやけて見える状態を指す。霧（きり）や靄（もや）は、空気中の水滴などで視界が悪くなり、視界が1km未満であれば霧、それ以上は靄と呼ぶ。平安時代頃から、秋の霧と春の霞として季節によって区別され、風物として多く和歌などに歌われてきた。

## 発生メカニズム
霞や霧は、大気中の水分が植物の蒸散が活発化するなどの要因によって増え、気温の低下などによって微粒子状（細かい水滴）となり、目に見える状態になる。昼と夜の変わり目で気温差の大きい日に起こりやすい。
最近は黄砂などの微粒子により、日中帯に引き起こされる場合も多い。黄砂自体は偏西風により以前より飛来しているため、古い文献にある春霞も一部は黄砂を指していたと考えられる。

## 和歌と春霞
- 春霞たなびく山の桜花うつろはむとや色かはりゆく（題・読人不明 古今和歌集　巻第二　春歌下)
- 春霞たなびきにけり久方の月の桂も花や咲くらむ（紀貫之 後撰集18）